# Верхний Русский Кизганбаш
Верхний Русский Кизганбаш — упразднённая в 1960-х годах деревня в Балтачевском районе Башкирской АССР Российской Федерации. Входила на год упразднения в состав Нижнекарышевского сельсовета. Включена в состав деревни Кизганбашево. Жили русские (1959).

## Название
Название, имевшее вариант написания Верхне-Русский-Кизганбаш, включает географическое определение местности (верхний) по отношению к деревне Нижний Русский Кизганбаш. Оба ойконима содержат Русский, указывающее на национальный состав деревень в противовес удмуртской деревни Кизганбаш (баш. Киҙгәнбаш), она же Кизганбашево.

## География
Стоит вблизи запруды реки Кизген.

### Географическое положение
Располагалась в 32 км к юго‑западу от райцентра Старобалтачёво, в 103 км к югу от ж/д станции Куеда.

## История
Основана в конце 19 века.
По СНМ 1896г /2-й стан, Новотроицкая волость
1927. Верхний Русский Кизганбаш /Безсовестная: деревня при речке Кизганбаше; на 14 дворов указано 37/51 жителей. Кузница.
Сборник статистических сведений по Бирскому уезду, 1899 г. /Ново-Троицкая волость. Деревня Верхний Русский Кизганбаш: расположена на ровном месте, у северного края владения, в 50 верстах от г. Бирска. При деревне верховья реки Кизганбаш и небольшое озеро. Население: русское, крестьяне, переселенцы собственники, в числе 16 двор. Земля в общем владении и пользовании с крестьянами д. Верхняя Николаевка, в двух участках: второй участок в 1,5 верст от деревни, примыкает к первому северо-восточному углом. В числе крестьян есть имеющие особо купленную землю. Пашня в низменной равнине, изрытой ямами; пашется с 1872 года. Почва: 30 десятин чернозема и 80 десятин суглинка; черноземе глубиной 4-5 вершков. Подпочва — бурая глина. Удобряют поля все домохозяева издавна и больше суглинистые. В селении 5 веялок. Огороды разводятся. Выгон присельный по холмистой местности. Водопой в реках, озёрах и болотах. Сенокосных угодий нет. Лес по холмистой местности, по суглинку; полнота насаждения средняя. Весь лес разделен под расчистку. Избы топят покупными дровами и соломой.
По СНМ 1906г /Кизганбашевская волость
Верхний Русский Кизганбаш: деревня при речке Кизган. На 14 дворов указано 63/65 жителей, основное занятие — земледелие.
Существовала до середины 1960‑х гг. и вместе с д. Нижний Русский Кизганбаш вошла в состав Кизганбашево.

## Население
В 1896 в 14 дворах проживало 88 человек, в 1906—128, в 1920—108, в 1939—106, в 1959 — 59 человек.

## Инфраструктура
Личное подсобное хозяйство с зоной сельскохозяйственного использования, индивидуальная застройка усадебного типа.
По подворной переписи крестьянских хозяйств Бирского уезда 1914 года деревня Верхне-Русский-Кизганбаш входила в Екатериновское сельское общество, проживали русские, переселенцы собственники, 15 дворов с населением 42/61 мужчин и женщин. Обеспечение наличной и купчей землёю по хозяйствам без аренды: хозяйств без земли — 0; до 3 десятин − 0; от 3 до 5 десятин — 0; 5-10 десятин − 5; 10-15 десятин − 3; 15-20 десятин − 1; 20-30 десятин − 1; 30-40 десятин − 0; и свыше 40 десятин − 5 хозяйств. Распределение хозяйств по размерам землепользования, включая арендованную землю: не пользующихся землёй − 0; с землепользованием до 3 десятин − 0; от 3 до 5 десятин − 0; 5-10 десятин − 5; 10-15 десятин − 3; 15-20 десятин − 1; 20-30 десятин − 1; 30-40 десятин − 2; и свыше 40 десятин − 3 хозяйства. Общее количество скота на всё селение: 260 голов
Распределение наличных хозяйств по лошадям: безлошадных − 0; с 1 рабочей лошадью — 3; с 2 рабочими — 4; с 3 рабочими — 5; 4 и более — 3 хозяйства. Распределение наличных хозяйств по коровам: без коров — 0; с 1 коровой — 6; с 2 коровами − 7; с 3 и более − 2 хозяйства. Распределение наличных хозяйств по скотине в целом: без всякого скота — 0; с одним мелким скотом — 0; с одним крупным скотом − 0; с крупным и мелким скотом − 15 хозяйств. Пчеловодство: 2 хозяйства, имеют 16 ульев.